# Arius manillensis
Arius manillensis es una especie de pez de la familia Ariidae en el orden de los Siluriformes.

## Morfología
• Los machos pueden llegar alcanzar los 29,6 cm de longitud total.

## Distribución geográfica
Es un endemismo de Filipinas.